# Station Great Ayton
Great Ayton is een spoorwegstation van National Rail in Great Ayton, Hambleton in Engeland. Het station is eigendom van Network Rail en wordt beheerd door Northern Rail. Het station is geopend in 1865.